# Michel Renquin
Michel Renquin (Bastenaken, 3 november 1955) is een Belgisch voetbaltrainer en voormalig voetballer.

## Carrière
Renquin, een verdediger, begon bij de jeugd van JS Wibrin, maar werd al gauw naar Standard Luik gehaald. Daar debuteerde hij in 1974 op 19-jarige leeftijd. Renquin speelde tot 1981 voor Standard.
In 1981 werd Renquin gekocht door RSC Anderlecht. Daar speelde Renquin slechts één seizoen want in 1982 verhuisde de verdediger naar het Zwitserse Servette Genève.
Renquin speelde drie seizoenen voor Servette Genève maar besloot dan toch om terug te keren naar België waar hij opnieuw bij Standard aan de slag kon. Standard was op dat moment bezig met het verwerken van de Bellemansaffaire en kon de terugkeer van een clubmonument zoals Renquin wel gebruiken.
Renquin speelde tot 1988 voor Standard en besloot dan nog één seizoen te voetballen bij Sion. in 1989 zette Michel Renquin een punt achter zijn carrière, hij was toen 34 jaar. Renquin speelde ook 55 keer voor de Rode Duivels.
Na zijn carrière als voetballer kon Renquin een job als scout bij Standard te pakken krijgen. De ex-verdediger van de Rouches mocht nu in het buitenland op zoek gaan naar nieuw talent voor de Luikse club.
In 2006 werd Johan Boskamp de nieuwe trainer van Standard en vertrok hulptrainer Stéphane Demol naar de Rode Duivels. Michel Renquin werd de nieuwe hulptrainer van het A-elftal van Standard. Maar op 30 augustus 2006 werd Johan Boskamp samen met Renquin en de andere hulptrainers ontslagen.
In 2014 stapte hij in de politiek: hij werd lijsttrekker op de Kamerlijst voor de Parti Populaire in de provincie Luxemburg. Het belette hem niet om trainer te blijven: eerst bij Rochefortoise FC, later bij RUW Ciney.

## Palmares
Servette FC
- Zwitsers landskampioen

1985
| Competitie                     | Winnaar | Winnaar | Runner-up | Runner-up | Derde  | Derde  |
| Competitie                     | Aantal  | Jaren   | Aantal    | Jaren     | Aantal | Jaren  |
| België                         | België  | België  | België    | België    | België | België |
| ------------------------------ | ------- | ------- | --------- | --------- | ------ | ------ |
| Europees kampioenschap voetbal |         |         | 1x        | 1980      |        |        |

1 Custers ·
2 Gerets ·
3 L. Millecamps ·
4 Meeuws ·
5 Renquin ·
6 Cools  ·
7 Vandereycken ·
8 Van Moer ·
9 Van der Elst ·
10 Vandenbergh ·
11 Ceulemans ·
12 Pfaff ·
13 M. Martens ·
14 Plessers ·
15 Verheyen ·
16 M. Millecamps ·
17 Mommens ·
18 Dardenne ·
19 Wellens ·
20 Preud'homme ·
21 Heyligen ·
22 R. Martens ·
Coach: Thys
1 Pfaff ·
2 Gerets  ·
3 L. Millecamps ·
4 Meeuws ·
5 Renquin ·
6 Vercauteren ·
7 Vandereycken ·
8 Van Moer ·
9 Vandenbergh ·
10 Coeck ·
11 Ceulemans ·
12 Custers ·
13 Van der Elst ·
14 Baecke ·
15 De Schrijver ·
16 Plessers ·
17 Verheyen ·
18 Mommens ·
19 M. Millecamps ·
20 Vandersmissen ·
21 Czerniatynski ·
22 Munaron ·
Coach: Thys
1 Pfaff ·
2 Gerets ·
3 F. Van der Elst ·
4 De Wolf ·
5 Renquin ·
6 Vercauteren ·
7 Vandereycken ·
8 Scifo ·
9 Vandenbergh ·
10 Desmet ·
11 Ceulemans  ·
12 Munaron ·
13 Grün ·
14 Clijsters ·
15 L. Van Der Elst ·
16 Claesen ·
17 Mommens ·
18 Veyt ·
19 Broos ·
20 Bodart ·
21 Demol ·
22 Vervoort ·
Coach: Thys